# Hurricane (chien)
Pour les articles homonymes, voir Hurricane.
Hurricane est un chien né le 26 avril 2009 et mort le 18 février 2025 aux États-Unis. Ce malinois sert dans la brigade canine du United States Secret Service. Il est considéré comme le chien le plus médaillé et récompensé des États-Unis.